# Steirertod
Steirertod ist der fünfte Teil der österreichischen Landkrimi-Filmreihe aus der Steiermark aus dem Jahr 2021 von Wolfgang Murnberger. Bei dem Film handelt es sich um die Fortsetzung von Steirerblut (2014), Steirerkind (2018), Steirerkreuz (2019) und Steirerwut (2020). Das Drehbuch von Wolfgang und Maria Murnberger basiert auf Figuren aus den Steirerkrimis von Claudia Rossbacher. Im ORF wurde der Film am 2. Oktober 2021 erstmals ausgestrahlt, davor wurde der Film auf Flimmit veröffentlicht. Im Ersten wurde der Film am 13. November 2021 erstmals gezeigt. Die Reihe wurde u. a. mit Steirerrausch (2021) fortgesetzt.

## Handlung
In ihrem fünften gemeinsamen Fall untersuchen Sandra Mohr und ihr Vorgesetzter Sascha Bergmann vom LKA Graz den Fund einer stark verwesten Leiche auf einem Golfplatz. Die Ermittler vermuten einen Serientäter, der es auf junge Prostituierte abgesehen hat. Außerdem ist Bergmann enttäuscht, weil nicht er zum Landespolizeidirektor befördert wurde, sondern die Profilerin Nicole Sturm. Bergmann hatte mit Sturm einst eine Beziehung, hatte sie aber wegen einer Anderen verlassen.
Nachdem Mohr eines Abends am Nachhauseweg spontan einer Spur folgt, bemerkt sie in dem an der Ampel neben ihr stehenden Auto eine junge Frau, die fliehen möchte. Die von Saschas Sohn Daniel schwangere Sandra Mohr nimmt die Verfolgung auf. Dabei wird sie selbst angeschossen und muss schwer verletzt ins Krankenhaus eingeliefert werden, dem Täter gelingt die Flucht. Mohrs Baby kann im Krankenhaus gerettet werden, Mohr selbst erliegt ihren Verletzungen. Daniel zieht mit dem Baby zu seiner Mutter nach Berlin.
Um den Mörder von Mohr auszuforschen, wird Bergmann zunächst zu dessen Missfallen Kommissarin Anni Sulmtaler als neue Kollegin an die Seite gestellt. Sie können die Geflüchtete, die ungarische Prostituierte Bianca, ausfindig machen, die in der Wohnung einer Freundin Unterschlupf gesucht hat. Dem Täter gelingt es, Bianca aufzuspüren und sie zu entführen, um seinen ursprünglichen Plan zu vollenden.
Im Zuge ihrer Ermittlungen stößt die Polizei auf Harald Gratzl. Er hilft in einer Autowerkstatt aus und war beim Heer bei den Pionieren und anschließend bei einem UNO-Auslandseinsatz. Dabei gab es einen Vorfall, bei dem eine junge Syrerin vergewaltigt wurde. Gratzl wurde damals zwar freigesprochen, aber wegen unterlassener Hilfeleistung für die Frau unehrenhaft entlassen. Harald Gratzls Vater, ein Vizeleutnant beim Bundesheer, hatte Haralds Mutter hinausgeworfen, weil sie Alkoholikerin war. Harald war damals zehn Jahre alt. Bald darauf ist sie verstorben. Bergmann möchte eine Gegenüberstellung von Harald Gratzl mit der Zeugin Bianca, allerdings kann man die entführte Bianca nicht ausfindig machen. Bergmann muss Harald Gratzl laufen lassen, ordnet aber dessen Observierung an. Die beiden ihn verfolgenden Polizisten verlieren allerdings bald darauf dessen Spur.
Parallel dazu verfolgt Anni Sulmtaler eine eigene Spur aus Birkensamen aus den Haaren der Mordopfer. Diese stammen von Birken auf dem Kasernengelände, auf dem beide Gratzls tätig sind. Dort hört Sulmtaler aus einem Gebäude die Hilferufe einer Frau. Sulmtaler findet im Keller des Gebäudes die vermisste Bianca lebend vor. Bald darauf taucht auch Harald Gratzl dort auf. Nach einer Verfolgungsjagd kann Gratzl von der Polizei außer Gefecht gesetzt und festgenommen werden.

## Produktion und Hintergrund
Die Dreharbeiten fanden vom 22. September bis zum 21. Oktober 2020 statt, gedreht wurde in der Steiermark. Produziert wurde der Film von der Allegro Film (Produzent Helmut Grasser), beteiligt waren der Österreichische Rundfunk und die ARD (Degeto Film), unterstützt wurde die Produktion vom Fernsehfonds Austria und Cinestyria Filmcommission and Funds.
Die Kamera führte Peter von Haller. Für das Kostümbild zeichnete Christine Ludwig verantwortlich, für die Ausstattung Maria Gruber, für den Ton Dietmar Zuson, für das Maskenbild Monika Fischer-Vorauer und Martha Ruess und für das Casting Nicole Schmied.
Für Hauptdarstellerin Miriam Stein ist Steirertod der letzte Film der Reihe. Anna Unterberger stieg als Kommissarin Anni Sulmtaler neu in die Reihe ein. Ebenso kam Bettina Mittendorfer als Chefin und Profilerin Nicole Sturm neu zum Ermittlerteam.

## Rezeption

### Kritiken
Volker Bergmeister vergab auf tittelbach.tv 4,5 von sechs Sternen und meinte, dass dieser Film bestens gelungene Krimiunterhaltung und ein durchweg spannender, sehr atmosphärischer Krimi sei, der weit mehr als nur einen Stabwechsel beim Ermittlerteam zu bieten habe.
Tilmann P. Gangloff meinte auf evangelisch.de, dass sich dieser Steirerkrimi zu einem Thriller entwickle, der einige Male für echte Hochspannung sorge. Das Finale sei die Krönung dieses packenden und auch darstellerisch sehenswerten Krimis. Handwerklich bewegten sich die Filme ohnehin stets auf hohem Niveau.

### Einschaltquote
Der Film wurde bei Erstausstrahlung im ORF im Oktober 2021 von durchschnittlich 685.000 Zusehern verfolgt, der Marktanteil betrug 26 Prozent.
In Deutschland sahen den Film bei Erstausstrahlung 5,85 Millionen Personen, der Marktanteil betrug 20,4 Prozent.